# Кефлезигхи, Мебрахтом
Мебрахтом Кефлезигхи (англ. Mebrahtom "Meb" Keflezighi) — американский легкоатлет эритрейского происхождения, который выступал в беге на длинные дистанции.

## Биография
Родился в эритрейской столице Асмэре. С 1998 года является гражданином США. Спортивную карьеру начал в 1996 году. В 1996 и 1997 годах 4 раза выиграл национальную ассоциацию студентов на дистанциях 5000 и 10 000 метров. Принял участие на Олимпийских играх 2000 года на дистанции 10 000 метров, на которой занял 12-е место. На чемпионате мира 2001 года занял 23-е место в беге на 10 000 метров, а на чемпионате мира 2003 года 16-е место. В 2001 и 2002 годах выиграл чемпионат США по кроссу. В 2002 году занял 9-е место на Нью-Йоркском марафоне. В 2003 году финишировал седьмым на Чикагском марафоне.
На Олимпийских играх 2004 года выиграл серебряную медаль на марафонской дистанции с результатом 2:11.29. В 2012 году на Олимпиаде в Лондоне занял в марафоне 4-е место. На Олимпиаде в Рио-де-Жанейро занял в 33-е место, где отжался на финишной линии.

## Достижения
- 2-е место на Нью-Йоркском марафоне 2004 года — 2:09.53
- 3-е место на Нью-Йоркском марафоне 2005 года — 2:09.56
- 3-е место на Бостонском марафоне 2006 года — 2:09.56
- 2009:  Нью-Йоркский марафон — 2:09.15
- 2014:  Бостонский марафон — 2:08.37